# Samuel Przypkowski

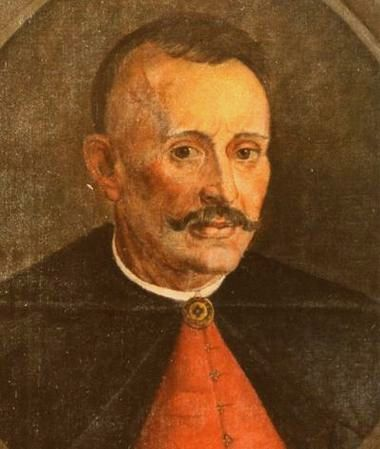
Samuel Przypkowski

Johann Samuel Przypkowski, auch Przipcovius und Pripcovius, (* 1592 in Gnojnik (Tarnów); † 19. Juni 1670 in Königsberg) war ein polnischer Schriftsteller, Staatsmann und bedeutender Vertreter des polnisch-litauischen Unitarismus.

## Leben und Werk
Samuel Przypkowski wurde 1592 im kleinpolnischen Gnojnik in eine Adelsfamilie hinein geboren. Sein Vater Nicholas Przypkowski war selbst in der unitarischen Kirche in Lusławice engagiert. Samuel Przypkowski besuchte zunächst die unitarische Akademie in Lusławice. Zwischen 1614 und 1616 studierte er an der fränkischen Universität Altdorf, wo er dem unitarischen Zirkel unter Führung von Ernst Soner beitrat und unter anderem mit Johann Krell und Martin Ruarus zusammentraf. Nach Aufdeckung des Zirkels siedelte Przypkowski in die Niederlande über und setzte seine Studien bis 1618 an der Universität Leiden fort. Anschließend reiste er unter anderem nach London und Paris. Im Jahr 1622 heiratete er Zofię Taszycką. Zurück in Polen-Litauen übersiedelte Przypkowski in das litauische Biržai, das als Besitz der Radziwiłłs ein Zentrum der Reformierten in Polen war. Später stand er für den Fürsten Christoph Radziwiłł bei finanziellen Angelegenheiten und diplomatischen Unternehmungen ein und vertrat dessen Interessen auf dem Reichstag. Im Jahr 1633 nahm er am Russisch-Polnischen Krieg teil. 1648 verlor er im Kosakenkrieg durch die Verwüstung seiner Besitzungen einen Großteil seines Vermögens. In der Truppe Bogusław Radziwiłłs kämpfte er am 8. Oktober 1656 an der Seite des schwedisch-brandenburgischen Heeres an der Schlacht bei Prostken. Anschließend pachtete er von Bogusław Radziwiłł das Gut Sobolewo bei Zabłudów. Zu jener Zeit standen die polnisch-litauischen Unitarier jedoch bereits unter starken Druck der katholischen Gegenreformation. Die sozianische Akademie in Rakau war bereits 1638 geschlossen worden. Nachdem das polnische Parlament die Polnischen Brüder am 10. Juli 1658 auch formell verbot, flüchtete Przypkowski mit seinem Sohn Matthias, seinem Schwiegersohn Nikolaus Suchodolski und anderen Familienmitgliedern in das protestantische Herzogtum Preußen, wo er sich 1661 zunächst in Groß Kessel niederließ. Hier wurde Przypkowski unter Vermittlung von Bogusław Radziwiłł, dem Statthalter des brandenburgischen Kurfürsten Friedrich Wilhelm in Preußen, einer der Räte des Kurfürsten. Am 1. März 1663 nahm er an der Synode in Kreuzburg teil, auf der mit Vertretern aus Polen-Litauen, Siebenbürgen, Deutschland und den Niederlanden über die weitere Verfasstheit der unitarischen Kirche debattiert wurde. Er pachtete 1666 in Preußen den masurischen Ort Andreaswalde, wo er mit anderen Exilanten aus Polen und Litauen eine unitarische Gemeinde gründete, die bis ins 19. Jahrhundert Bestand hatte. Ein Teil der polnisch-litauischen Unitarier schloss sich wegen Przypkowskis staatstreuer Ekklesiologie bewusst nicht der Gemeinde in Andreaswalde an. Przypkowski starb am 19. Juni 1670 in Königsberg und wurde in Andreaswalde beerdigt.
Przypkowski verfasste zahlreiche Gedichte, Kirchenlieder und theologische Aufsätze. Mit seiner 1628 in Amsterdam gedruckten Dissertation (Dissertatio de Tempo et Concordia ecclesiae) wurde er einer der frühen Mahner für Toleranz unter den christlichen Konfessionen. Eine Schrift fand 1656 auch Eingang in die von Sozzini, Schlichting und Crell erarbeitete neunbändige Bibliotheca Fratrum Polonorum. Seine 1636 publizierte Biografie über Fausto Sozzini (Vita Fausti Socini Senensis) wurde später auch oft von Abraham Calov herangezogen. Przypkowski verfasste eine Geschichte der polnischen Unitarier, die verloren gegangen ist. Kirchenpolitisch trat Przypkowski für die Trennung von Staat und Kirche ein.

## Schriften  (Auswahl)
- Dissertatio de Tempo, 1628, englische Übersetzung von John Dury
- Vita Fausti Socini, ein Leben von Fausto Sozzini, englische Übersetzung von John Biddle
- Cogitationes sacrae, in der Bibliotheca Fratrum Polonorum
- De iure Christiani magistratus et privatorum in belli pacisque negotiis, ca. 1650